# Государственный комитет по чрезвычайному положению
Госуда́рственный комите́т по чрезвыча́йному положе́нию в СССР (ГКЧП СССР) — группа высокопоставленных советских руководителей, противников распада СССР и перестройки. ГКЧП существовал с 18 по 21 августа 1991 года и де-факто претендовал на всю полноту власти в стране. Его представлявшие верховную власть в стране члены (в частности, входившие в правительство) выступили против подписания нового союзного договора и преобразования СССР в конфедеративный Союз Суверенных Государств, куда планировали войти только 9 из 15 союзных республик. Главными оппонентами ГКЧП стали сторонники президента РСФСР Бориса Ельцина, объявившие действия членов Комитета антиконституционными.
Группа предприняла попытку путча ради сохранения СССР, устранив от власти тогдашнего президента СССР Михаила Горбачёва. Решительные действия Б. Ельцина и прочих руководителей РСФСР остановили ГКЧП. Попытка удержания действующего курса власти привела к окончательной дискредитации союзных органов и Коммунистической партии.
После поражения и самороспуска ГКЧП их действия были осуждены органами законодательной и исполнительной власти СССР, РСФСР и ряда других союзных республик и квалифицированы как государственный переворот. В историографии события 18—21 августа 1991 года получили название «Августовский путч».
С 22 по 29 августа 1991 года бывшие члены распущенного ГКЧП и лица, активно содействовавшие им, были арестованы, но c июня 1992 года по январь 1993 года все они были отпущены под подписку о невыезде. В апреле 1993 года началось судебное разбирательство. 23 февраля 1994 года подсудимые по делу ГКЧП были амнистированы Государственной Думой Федерального Собрания Российской Федерации, несмотря на возражение Ельцина. Один из подсудимых, генерал В. И. Варенников, отказался принять амнистию и над ним продолжился суд, который он в конечном счёте выиграл.

## Состав ГКЧП
| № | Изображение | Имя                                           | Должность |
| - | ----------- | --------------------------------------------- | --- |
| 1 |             | Янаев Геннадий Иванович (1937—2010)           | вице-президент СССР (до 4 сентября 1991 г.), исполняющий обязанности Президента СССР (19 — 21 августа 1991 г.), член ЦК КПСС |
| 2 |             | Бакланов Олег Дмитриевич (1932—2021)          | первый заместитель председателя Совета обороны СССР (до 1 октября 1991 г.), член ЦК КПСС                                     |
| 3 |             | Крючков Владимир Александрович (1924—2007)    | председатель КГБ СССР (до 28 августа 1991 г.), член ЦК КПСС                                                                  |
| 4 |             | Павлов Валентин Сергеевич (1937—2003)         | премьер-министр СССР (до 28 августа 1991 г.), член ЦК КПСС                                                                   |
| 5 |             | Пуго Борис Карлович (1937—1991)               | министр внутренних дел СССР, член ЦК КПСС (до своей смерти 22 августа 1991 г.)                                               |
| 6 |             | Стародубцев Василий Александрович (1931—2011) | председатель Крестьянского союза СССР, член ЦК КПСС                                                                          |
| 7 |             | Тизяков Александр Иванович (1926—2019)        | президент Ассоциации государственных предприятий и объектов промышленности, строительства, транспорта и связи СССР           |
| 8 |             | Язов Дмитрий Тимофеевич (1924—2020)           | министр обороны СССР (до 28 августа 1991 г.), член ЦК КПСС                                                                   |

## Образование ГКЧП

### Подготовка создания
В декабре 1990 года Президент СССР Михаил Горбачёв поручил председателю КГБ Владимиру Крючкову подготовить проект постановления о введении чрезвычайного положения в СССР.
Из «Заключения по материалам расследования роли и участии должностных лиц КГБ СССР в событиях 19—21 августа 1991 года»:

…в декабре 1990 года председатель КГБ СССР Крючков В. А. поручил бывшему заместителю начальника ПГУ КГБ СССР Жижину В. И. и помощнику бывшего первого заместителя председателя КГБ СССР Грушко В. Ф. Егорову А. Г. осуществить проработку возможных первичных мер по стабилизации обстановки в стране на случай введения чрезвычайного положения. С конца 1990 года до начала августа 1991 года Крючков В. А. совместно с другими будущими членами ГКЧП предпринимали возможные политические и иные меры по введению в СССР чрезвычайного положения конституционным путём. Не получив поддержки президента СССР и Верховного Совета СССР, с начала августа 1991 года они начали осуществлять конкретные меры по подготовке введения чрезвычайного положения незаконным путём.
С 7 по 15 августа Крючков В. А. неоднократно проводил встречи с некоторыми членами будущего ГКЧП на секретном объекте ПГУ КГБ СССР под кодовым названием «АБЦ». В этот же период времени Жижин В. И. и Егоров А. Г. по указанию Крючкова провели корректировку декабрьских документов по проблемам введения в стране чрезвычайного положения. Они же с участием бывшего в то время командующего воздушно-десантными войсками генерал-лейтенантом Грачёвым П. С. подготовили для Крючкова В. А. данные о возможной реакции населения страны на введение в конституционной форме режима чрезвычайного положения. Содержание указанных документов потом нашло отражение в официальных указах, обращениях и распоряжениях ГКЧП. 17 августа Жижин В. И. участвовал в подготовке тезисов выступления Крючкова В. А. по телевидению в случае введения чрезвычайного положения.
Участники заговора на различных этапах его реализации отводили КГБ СССР решающую роль в:
- устранении от власти Президента СССР путём его изоляции;
- блокировании вероятных попыток Президента РСФСР оказать сопротивление деятельности ГКЧП;
- установлении постоянного контроля за местонахождением руководителей органов власти РСФСР, Москвы, известных своими демократическими взглядами народных депутатов СССР, РСФСР и Моссовета, крупных общественных деятелей с целью их последующего задержания;
- осуществлении совместно с частями Советской Армии и подразделениями МВД штурма здания Верховного Совета РСФСР с последующим интернированием захваченных в нём лиц, включая руководство России.

C 17 по 19 августа некоторые войска специального назначения КГБ СССР и спецподразделения ПГУ КГБ СССР были приведены в повышенную боевую готовность и передислоцированы в заранее выделенные места для участия совместно с подразделениями СА и МВД в мероприятиях по обеспечению режима чрезвычайного положения. Силами специально созданных групп 18 августа Президент СССР Горбачёв был изолирован в месте отдыха в Форосе, а за Президентом РСФСР Ельциным и другими оппозиционно настроенными лицами установлено наружное наблюдение.

Геннадий Янаев неоднократно заявлял, что документы ГКЧП были разработаны по поручению Горбачёва. Последний председатель Верховного Совета СССР Анатолий Лукьянов и бывший 1-й секретарь МГК КПСС Юрий Прокофьев утверждают, что прообраз ГКЧП — комиссия по ЧП была создана на совещании у Горбачёва 28 марта 1991 года и даже имела собственную печать. В комиссию вошли все будущие члены ГКЧП, за исключением двух человек — Тизякова и Стародубцева. Начальник секретариата КГБ СССР (до августа 1991 года) Валентин Антонович Сидак утверждает, что печать ГКЧП была создана во время событий августа 1991 года, когда встал вопрос о введении комендантского часа в Москве.
Через 20 лет после этих событий, в августе 2011 года Михаил Горбачёв заявил, что заранее знал о планах будущих членов ГКЧП.
28 марта 1991 года в Москву были введены внутренние войска и милиция, под предлогом защиты народных депутатов от террора демонстрантов. В этот же день прошло совещание с участием Президента СССР М. Горбачёва. Он сформировал комиссию, возглавленную Г. Янаевым. Главной целью комиссии стала подготовка введения чрезвычайного положения в стране.
Историк Р. Г. Пихоя писал, что уже в апреле 1991 года, параллельно с предварительными действиями к возможному введению чрезвычайного положения, которые велись с санкции Президента СССР, шла разработка документов будущего ГКЧП. Накануне апрельского пленума КПСС будущий участник ГКЧП Александр Тизяков, подготовил первый проект указа о введении чрезвычайного положения и создания Временного комитета управления СССР — прообраза Государственного комитета по чрезвычайному положению в СССР(ГКЧП). В его состав должны были войти секретарь ЦК Олег Семёнович Шенин, секретарь ЦК Олег Дмитриевич Бакланов, руководитель секретариата Президента СССР Валерий Иванович Болдин, Министр обороны СССР Дмитрий Тимофеевич Язов, министр МВД СССР Борис Карлович Пуго, председатель КГБ Владимир Александрович Крючков, первый секретарь Московского горкома Юрий Анатольевич Прокофьев, председатель крестьянского союза СССР Василий Александрович Стародубцев.
В мае 1991 года президентом СССР Горбачёвым был подписан Указ о порядке введения чрезвычайного положения в отдельных регионах и отраслях народного хозяйства страны, который сразу же был опубликован.
17 июня 1991 года на сессии Верховного Совета СССР глава советского правительства Павлов требует для себя особых полномочий. Его поддерживают председатель КГБ Владимир Крючков и министр обороны Дмитрий Язов. Крючков посвящает значительную часть выступления «агентам влияния», якобы заполонившим властные структуры и СМИ.
23 июля 1991 года в «Советской России» была опубликовано обращение «Слово к народу», позднее оно было напечатано в газете «День». Статья появилась за месяц до путча и, по определению Александра Яковлева, явилось «по сути идеологической программой августовских мятежников».
3 августа 1991 года на заседании Кабинета министров СССР Горбачёв заявляет о том, что в стране чрезвычайная ситуация, и надо принимать меры, включая введение чрезвычайного положения. Причём, как он подчеркивал, «народ поймет это!». На следующий день 4 августа Горбачёв отправляется в отпуск в Форос.

### Создание
5 августа 1991 года — на режимном объекте «АВС» в Москве Крючков встретился с Язовым, и они договорились изучить обстановку. По словам Крючкова, это делалось едва ли не по прямому поручению Горбачёва.
6 августа Крючков дает указание двум своим сотрудникам — заместителю начальника 1-го Главного управления КГБ (разведка) В. Жижину и помощнику первого заместителя председателя КГБ А. Егорову — составить стратегический прогноз введения в стране чрезвычайного положения. К подготовке этого прогноза был подключен командующий Воздушно-десантными войсками П. Грачев.
14 августа Крючков сообщает А. Егорову, что у Горбачёва психическое расстройство и надо готовить документы для введения чрезвычайного положения. Документы готовы уже на следующий день.
15 августа — встреча Крючкова с П. Грачевым, Жижиным, Егоровым, Баклановым.
Дается указание прослушивать телефонные разговоры Ельцина, Силаева, Бурбулиса.
16 августа в «патриотической» прессе публикуется заявление «От слова — к делу» о необходимости наведения порядка в стране, подписанное «инициативной группой по созыву учредительного съезда национально-патриотического движения».
Обращение поддерживают ЦК ЛДПР и Интердвижение СССР.
В 11.00 17 августа Крючков дал указание начальнику 7-го управления КГБ Евгению Расщепову вместе с начальником УКГБ по Москве и Московской области Виталием Прилуковым подготовить список влиятельных общественных деятелей, которых необходимо будет интернировать на время действия чрезвычайного положения:175.
Во второй половине дня того же числа состоялось собрание членов будущего ГКЧП на объекте КГБ в Москве под названием «АБЦ». Во встрече участвовали Владимир Крючков, Олег Шенин, Олег Бакланов, Валентин Павлов, Дмитрий Язов, Владислав Ачалов, Валентин Варенников, Валерий Болдин, Виктор Грушко и помощник Крючкова Алексей Егоров. Участники обсудили обстановку в государстве и приняли решение о необходимости предпринять экстренные меры, чтобы не допустить подписание нового Союзного Договора республик СССР:169.
18 августа на переговоры с Горбачёвым вылетели Бакланов, Болдин, Варенников и Шенин. Вместе с ними к президенту СССР прибыли начальник службы охраны КГБ СССР Юрий Плеханов и его заместитель Вячеслав Генералов. По свидетельству Горбачёва, он не дал своего согласия на предложенные ему меры, назвав их «авантюрой» и предложив созвать Съезд народных депутатов или Верховный Совет СССР. Он также отказался выехать в Москву, сославшись на болезнь. Согласно воспоминаниям Валентина Варенникова, Горбачёв закончил разговор словами: «Чёрт с вами, делайте, что хотите, но доложите моё мнение».
В тот же день, по словам Горбачёва, он был изолирован в своей резиденции в Форосе, где была полностью отключена правительственная связь. По другим свидетельствам, в частности Генералова, охрана выполняла все распоряжения президента, связь была отключена только в его кабинете, при этом имелась возможность вести переговоры из правительственных автомобилей со спутниковыми телефонами.
В ночь с 18 на 19 августа в Москве вице-президент СССР Геннадий Янаев подписал указ о возложении на себя со следующего дня полномочий президента СССР «в связи с невозможностью» их исполнения Горбачёвым «по состоянию здоровья». Тогда же окончательно был определён состав ГКЧП.
Валентин Варенников вспоминал:
«В ночь с 18 на 19 августа руководство страны, учитывая отказ Горбачёва участвовать в действиях, вынуждено было создать „Государственный комитет по чрезвычайному положению“. Такого типа государственные структуры в то время имели право создавать два лица: Президент СССР или председатель Кабинета министров СССР. Руководитель Кабинета министров Валентин Павлов взял ответственность на себя, создал комитет и сам вошёл в его состав».
Но так же есть вторая версия создания ГКЧП. Один из членов ГКЧП 1991 года Александр Тизяков рассказал телеканалу «Звезда» о том, кто на самом деле создал ГКЧП.
«Вот сейчас он говорит о ЧП, что его ГКЧП организовал — ничего подобного. ГКЧП был создан Горбачёвым 28 марта 1991 года, подписан указ. Там были все те, которые опубликованы 19 августа, кроме нас со Стародубцевым, президентом Крестьянского союза», — рассказал телеканалу «Звезда» член ГКЧП с 18 по 21 августа 1991 года, а также президент Ассоциации госпредприятий и объединений промышленности, строительства, транспорта и связи СССР Александр Тизяков.
Александр Руцкой заявлял, что ГКЧП был создан господином Горбачёвым ещё в марте — почти за полгода до этих событий. Он понимал, что лодку раскачали уже так, что дальше некуда. 20 августа должно было состояться подписание нового союзного договора. Но оставались колебания: это будет либо федеративное либо конфедеративное устройство. И чтобы уйти от ответственности, не настоять на том, чтоб всё-таки подписывать федеративный договор, Горбачёв сбежал в Форос.
В подтверждении этой версии есть рассказ Ивана Федосеевича Ермакова, занимавшего должность Председателя исполкома и горсовета Севастополя в 1991 году. Ермаков рассказывал, как хотел организовать освобождение Президента СССР Горбачёва из Фороса. Утром 19 августа 1991 года Ермаков пригласил к себе депутата горсовета, комбрига пограничников Игоря Алферьева, капитана первого ранга, командира 5-й отдельной бригады сторожевых кораблей КГБ СССР, депутата Севастопольского Горсовета и Верховного Совета Крыма, личный состав которого нёс охрану объекта «Заря» с моря. Алферьев доложил Ермакову о том, что президент Горбачёв купается в море, гуляет на даче с родными, и никто его свободу не ограничивает. Так же была организована передача записки президенту, через его личного охранника, в которой президента просили уточнить, нужна ли ему какая-либо помощь и предложили вывезти его (как тогда считалось из «блокированной» дачи) морем в случае необходимости. Алферьев получил ответ от Президента СССР, в котором Михаил Сергеевич сообщил, что «не время», всё в порядке, помощь никакая не нужна, ничего предпринимать не надо. Ермакову в итоге стало очевидно, что в Форосе разыгрывается какая-то постановочная трагикомедия. Ермаков сделал вывод, что устроив форосский спектакль, Михаил Горбачёв в итоге потерял и власть, и страну.
Георгий Костин, директор Воронежского мехзавода, участвовал в первой половине 1991 года в разработке документов по введению ЧП в стране. По словам Костина, 19 августа 1991 года член ГКЧП Александр Тизяков сообщил ему, что Горбачёв «дал добро» на введение чрезвычайного положения, но просил это сделать без него. После чего Горбачёв отправился на свою дачу в Форос.
По мнению 1 секретаря Воронежского обкома Ивана Шабанова ГКЧП выполнял волю народа, хотели спасти страну, это не заговорщики, заговорщики не стали бы ехать в Форос к Горбачёву советоваться. По мнению Ивана Михайловича, единственная ошибка, которую допустили члены ГКЧП, — ввели войска на улицы Москвы. В этом не было необходимости. По мнению бывшего первого секретаря обкома, Михаил Горбачёв сразу после роспуска ГКЧП обязан был ввести в стране чрезвычайное положение.
Президент России Борис Ельцин в «Записках президента» высказывал такую версию: «Читая заявление Лукьянова, я пытался понять, что происходит. Первый вариант — Лукьянов предал своего друга и шефа. Второй, более сложный, но который тоже надо просчитывать: Горбачёв знает обо всей ситуации, это подготовленный им сценарий — грязные руки расчистят ему путь, он сможет вернуться в новую страну, находящуюся в режиме чрезвычайного положения. И потом можно будет разобраться и с демократами, и с российским руководством, и с „обнаглевшими“ прибалтийскими странами, и с остальными союзными республиками, последнее время поднимающими голову. Можно будет решить все вопросы. Мы — российское руководство — призываем к гражданскому неповиновению, акциям протеста. Вот-вот вокруг Белого дома построят баррикады, неизбежны столкновения. А тут появляется Горбачёв, руками Янаева и Лукьянова торпедировавший Союзный договор…»
Сотрудник аппарата Президента СССР Горбачёва, Борис Сидоров утверждал, «что перед отъездом в Форос, и я в этом более чем уверен, Горбачёв поручил остающимся в Москве В. И. Болдину (руководитель аппарата Президента), Г. И. Янаеву (вице-президент), В. С. Павлову (премьер-министр), В. К. Крючкову (Председатель КГБ), Д. П. Язову (министр обороны) и Б. К. Пуго (министр внутренних дел) попытаться разрулить сложившуюся ситуацию и силой вернуть страну на путь социалистического развития»".
Сергей Шахрай в своём интервью рисует третью версию событий:
«Было два знаковых пленума ЦК КПСС — в декабре 1990 года и апреле 1991-го. Они были интересны и тем, что происходило публично, и тем, что происходило „под ковром“. А главной темой „под ковром“ на этих мероприятиях был снос Горбачёва. Горбачёв уже перестал устраивать партийное руководство … в общем, в апреле было принято решение: 3 сентября 1991 года провести съезд КПСС для замены Генсека, а 4 сентября — съезд народных депутатов СССР для замены президента СССР. Вот в этом промежутке между апрелем и сентябрём у Горбачёва был выбор: сложить крылышки или попытаться дожать свою линию. … и он решил подписать новый Союзный договор … Горбачёв вместе с лидерами делает новую конструкцию: сам уходит из-под удара ЦК КПСС, окончательно рвёт с коммунистами и ортодоксами … Полностью меняется вся конструкция власти, новый Союзный договор, новая конституция. … Крючков эти разговоры записал и продемонстрировал другим членам Политбюро: „Ребята, нас в этой схеме уже нет! И что, мы все садимся на автобус и уезжаем? Выбор прост: или мы все предатели великого Советского Союза, или нужно что-то делать!“ Вот и появился ГКЧП. Было принято решение, что в таком виде Горбачёв не нужен: он предатель, пошёл на поводу у „сепаратистов“. В конце июля текст Союзного договора был согласован. Подписание назначено на 20 августа. Поэтому всё и началось накануне».

### Политические позиции
В первом своём воззвании ГКЧП оценивал общие настроения в стране как весьма скептические по отношению к новому политическому курсу на демонтаж сильно централизованной федеративной структуры управления страной и государственного регулирования экономики; порицал негативные явления, которые новый курс, по мнению составителей, вызвал к жизни, как то: спекуляцию и теневую экономику; провозглашал, что «развитие страны не должно строиться на падении жизненного уровня населения» и обещал жёсткое наведение порядка в стране и решение основных экономических проблем, не упоминая, правда, о конкретных мерах.

## Объявление о создании

Диктор Вера Шебеко в программе «Время» зачитывает Заявление ГКЧП, 19 августа 1991 года.

Документы: Заявление ГКЧП, Обращение ГКЧП, Постановление ГКЧП.
19 августа 1991 года по радио (начиная с 6 утра), а затем и по Центральному телевидению СССР в информационной программе «Время» дикторами был зачитан официальный текст под названием «Заявление Советского руководства»:

В связи с невозможностью по состоянию здоровья исполнения Горбачёвым Михаилом Сергеевичем обязанностей Президента СССР и переходом в соответствии со статьёй 127/7 Конституции СССР полномочий Президента Союза ССР к вице-президенту СССР Янаеву Геннадию Ивановичу.
В целях преодоления глубокого и всестороннего кризиса, политической, межнациональной и гражданской конфронтации, хаоса и анархии, которые угрожают жизни и безопасности граждан Советского Союза, суверенитету, территориальной целостности, свободе и независимости нашего государства.
Исходя из результатов всенародного референдума о сохранении Союза Советских Социалистических Республик, руководствуясь жизненно важными интересами народов нашей Родины, всех советских людей
ЗАЯВЛЯЕМ:
1.
В соответствии со статьёй 127/3 Конституции СССР и статьёй 2 Закона СССР о правовом режиме чрезвычайного положения и идя навстречу требованиям широких слоёв населения о необходимости принятия самых решительных мер по предотвращению сползания общества к общенациональной катастрофе, обеспечения законности и порядка, ввести чрезвычайное положение в отдельных местностях СССР на срок 6 месяцев, с 4 часов по Московскому времени с 19 августа 1991 года.
2.
Установить, что на всей территории СССР безусловное верховенство имеют Конституция СССР и Законы Союза ССР.
3.
Для управления страной и эффективного осуществления режима чрезвычайного положения образовать Государственный комитет по чрезвычайному положению в СССР (ГКЧП СССР) в следующем составе:
- Бакланов — первый заместитель председателя Совета обороны СССР;
- Крючков — председатель КГБ СССР;
- Павлов — премьер-министр СССР;
- Пуго — министр внутренних дел СССР;
- Стародубцев — председатель Крестьянского союза СССР;
- Тизяков — президент Ассоциации государственных предприятий и объектов промышленности, строительства, транспорта и связи СССР;
- Язов — министр обороны СССР;
- Янаев — и. о. Президента СССР.

4. Установить, что решения ГКЧП СССР обязательны для неукоснительного исполнения всеми органами власти и управления, должностными лицами и гражданами на всей территории Союза ССР.
Янаев, Павлов, Бакланов, 18 августа 1991 года.— 
Вслед за этим по радио было зачитано заявление председателя Верховного Совета СССР Анатолия Ивановича Лукьянова о критике проекта Союзного договора.
Затем было зачитано официальное обращение ГКЧП к советскому народу, в котором, в частности, говорилось о том, что перестройка зашла в тупик и «возникли экстремистские силы, взявшие курс на ликвидацию Советского Союза, развал государства и захват власти любой ценой» и о решимости ГКЧП вывести страну из кризиса, а также содержало призыв ко всем советским людям «в кратчайший срок восстановить трудовую дисциплину и порядок, поднять уровень производства» и «оказать всемерную поддержку усилиям по выводу страны из кризиса».
Затем было зачитано постановление № 1 (ГКЧП), которым, в частности, расформировывались «структуры власти и управления, военизированные формирования, действующие вопреки Конституции СССР», приостанавливалась деятельность партий и общественных организаций, «препятствующих нормализации обстановки», вводился запрет на собрания, демонстрации и забастовки и вводилась цензура в СМИ:

Установить контроль над средствами массовой информации, возложив его осуществление на специально создаваемый орган при ГКЧП СССР.

## Противостояние
По распоряжению министра обороны СССР Дмитрия Язова в Москву утром 19 августа вводятся войска и боевая техника в количестве:
- 4 тысячи солдат и офицеров,
- 279 боевых машин пехоты,
- 148 бронетранспортёров,
- 362 танка 4-й гвардейской танковой дивизии.

В Москву от Минобороны вошли подразделения 2-й гвардейской Таманской мотострелковой дивизии, 4-й гвардейской Кантемировской танковой дивизии, 106-я Тульская воздушно-десантная дивизия, 27-я мотострелковая бригада из Тёплого Стана и отряд КГБ «Альфа», от МВД — ОМОН и часть подразделений дивизии внутренних войск им. Дзержинского (г. Балашиха).
Северный сектор Москвы заняла Таманская дивизия, развернув на Ходынке передвижной КП командующего МВО. Кантемировская танковая дивизия отвечала за южное направление с КП на Воробьёвых горах. Командирам частей приказано было в переговоры с депутатами и населением не вступать.
Дополнительные части ВДВ, мотострелковые войска и флот были переброшены в окрестности Ленинграда, Киева, Таллина, Тбилиси, Риги.
По распоряжению Председателя КГБ СССР Владимира Крючкова загородная дача в Архангельском Московской области, в которой находился президент РСФСР (России) Борис Ельцин, была окружена спецподразделением «Альфа». В это время Ельцин узнаёт о создании ГКЧП и принимает решение прибыть в Москву в Белый дом (Дом Верховного Совета РСФСР). Командир подразделения «Альфа» получает приказ не препятствовать его выезду и прибытию в Москву, что стало основной ошибкой для руководства ГКЧП.
В Белом доме Ельцин отказывается сотрудничать с ГКЧП и принимает решение о неподчинении действиям ГКЧП, назвав их действия антиконституционными. Руководство ГКЧП направляет к зданию танковый батальон 1-го мотострелкового полка 2-й Таманской дивизии под командованием начальника штаба Сергея Евдокимова.
В 11:30 в Москве на Манежной площади напротив Кремля все больше людей. На митинге появляются колонны людей с лозунгами «Фашизм не пройдет!», «Свободу!», «Язова, Пуго, Крючкова — под суд!». Активисты призывают идти к Белому дому, депутаты Моссовета и ВС РСФСР агитируют собравшихся поддержать законную власть Ельцина и присоединиться к всеобщей забастовке.
В это же время первая колонна демонстрантов отправляется от Манежной площади к Белому дому.
Напротив Моссовета начинается митинг, основные лозунги демонстрантов «долой хунту», «долой фашизм». С Маяковской уже двигаются БТРы, но толпа не дает им проехать. Военные общаются с прохожими и демонстрантами, дают залезть на броню. Положение Моссовета ещё неясно — демонстранты решают организовать патруль и охрану здания, начинают строить баррикады.
На Пушкинской площади люди организовали один из десятков локальных московских митингов. Здесь же люди обменивались новостями — получилась своеобразная точка сбора информации. Повсюду раздавали листовки, подпольные газеты, указы правительства РСФСР.
Днём 19 августа Армия ограничивается занятием ключевых постов на улицах Москвы. Без дальнейших решительных приказов, под психологическим давлением демонстрантов, сторонников Ельцина, происходит разложение армии и братание её на местах с демонстрантами. Танковый батальон 1-го гв. мотострелкового полка 2-й гв. Таманской мотострелковой дивизии под командованием начальника штаба майора Сергея Владимировича Евдокимова переходит на сторону Ельцина, разворачивая свои 10 танков уже в защиту Белого Дома. Задача, поставленная командиром батальона, — блокировать мост, перекрыть его и подходы к Белому дому, чтобы туда не проходила техника. Ельцин выходит к своим сторонникам и на одном из танков публично зачитывает обращение под названием «Граждане России»
Граждане России.
В ночь с 18 на 19 августа 1991 года отстранён от власти законно избранный президент страны. Какими бы причинами ни оправдывалось это отстранение, мы имеем дело с правым реакционным, антиконституционным переворотом.из Обращения Ельцина
Днем 19 августа ГКЧП издал Постановление № 2 о временном ограничении перечня выпускаемых центральных, московских городских и областных общественно-политических изданий следующими газетами: «Труд», «Рабочая трибуна», «Известия», «Правда», «Красная звезда», «Советская Россия», «Московская правда», «Ленинское знамя», «Сельская жизнь» и по некоторым данным, требовал от Ельцина и его сторонников к 16 часам очистить Белый дом.
В 17:00 в Москве в пресс-центре МИД состоялась пресс-конференция ГКЧП, показанная по телевидению. Члены комитета держались неуверенно, руки Янаева дрожали. Слова членов ГКЧП были больше похожи на оправдания (Янаев: «Горбачёв заслуживает всяческого уважения…»). Янаев заявил, что начатый в 1985 году курс на демократические преобразования (Перестройка) будет продолжен, а Горбачёв находится на отдыхе и лечении в Форосе и ему ничто не угрожает. Он назвал Горбачёва своим другом и выразил надежду, что тот после отдыха вернётся в строй и они будут вместе работать. На пресс-конференции Янаев выразил уверенность, что президент Михаил Горбачёв понимает или поймет действия членов Государственного комитета по чрезвычайному положению (ГКЧП) по выводу страны из критической ситуации. По словам Янаева, члены ГКЧП получили поддержку руководства краев, областей, большинства республик. В ходе пресс-конференции Янаев сообщил также, что ГКЧП намерено обратиться за подтверждением полномочий на введение чрезвычайного положения к Верховному Совету СССР, который будет созван 27 августа. Фрагменты этой пресс-конференции были показаны в программе «Время» в 21:00 по московскому времени, а полностью она была показана после завершения программы «Время» около 22:00.
При этом в той же программе «Время», где зачитывались обращения о законности власти ГКЧП, был показан сюжет Сергея Медведева, где рассказывалось о баррикадах на улицах Москвы, выступлении Ельцина с танка у Белого дома, в котором он назвал ГКЧП путчистами и призвал народ к сопротивлению.
Сопротивление ГКЧП принимает форму митингов в Москве возле Белого дома и Моссовета и в Ленинграде возле Мариинского дворца.
Вечером 19 августа народные депутаты России, представляющие Москву и Московскую область, приняли решение отправиться в дислоцированные в столице войсковые части, чтобы довести до сведения солдат и офицеров обращение «К гражданам России» и последние Указы Президента РСФСР Бориса Ельцина. Решения Президента и правительства России будут доводиться до граждан в форме листовок на железнодорожных вокзалах и в аэропортах Москвы. Четыре аэропорта столицы распределены между парламентскими комитетами.
Каждый час перед москвичами, собравшимися у здания российского парламента, выступали руководители республики. В 20 часов выступил Президент РСФСР Борис Ельцин.
Госсекретарь РСФСР Геннадий Бурбулис сообщил журналистам о том, что забастовали многие предприятия Москвы, Свердловска и Ленинграда. Утром группы народных депутатов РСФСР направятся на крупнейшие предприятия Москвы. По словам Бурбулиса, «доказать бессмысленность затеи» нужно в течение суток.
В 23:00 через баррикаду к Белому дому пропустили 5 танков Т-76 под командованием майора Ильина из танкового батальона 1-го Севастопольского полка Таманской дивизии. Ещё 5 танков под командованием майора Евдокимова заняли позиции у гостиницы «Украина». Экипажи машин заявили о верности российскому правительству. На танках трёхцветные флаги, но нет боекомплекта.
Вечером 19 августа первый признак перелома событий: около 23:30 батальон десантников 106-й воздушно-десантной дивизии на 30 боевых машинах десанта с трёхцветными флагами прибыл в окрестности Дома Советов. Вместе с бойцами прибыл командир 106 вдд, зам. командующего ВДВ генерал-майор Александр Лебедь. Сначала он получил приказ провести рекогносцировку с целью силового захвата Белого дома, но, оценив происходящее и увидев большое количество штатских, осудил планы ГКЧП и примкнул к Ельцину.
Начальник оперативного штаба обороны Белого дома Анатолий Цыганок вспоминал:

Ещё 19 августа участники обороны Белого Дома узнали о том, что на одном из оперативных совещаний заместитель командующего ВДВ по боевой подготовке и ВВУзам генерал-майор Александр Лебедь разработал интересный план. Он попросил выдать ему побольше российских флагов, чтобы его бойцов, которые будут ими размахивать, на баррикадах приняли за своих. Тогда они смогут вплотную подойти к Белому Дому и одним батальоном внезапно его захватить.
Об этом тут же было доложено Руцкому. И когда вечером 19-го десантный батальон Лебедя попытался двинуться к Белому Дому, москвичи преградили ему дорогу. Лебедю предложили переговорить с Константином Кобецом. Он отказался, сказав, что выполняет приказ командующего ВДВ, и дал приказ батальону двигаться к стенам Белого Дома. Но москвичи взяли их машины в плотное кольцо. Обстановка накалилась.
Тут вмешался Руцкой. Он уговорил Лебедя встретиться с Ельциным. И в разговоре с ним генерал дал честное слово, что его десантники не поднимут оружие против защитников демократии. После чего 8 боевых машин десанта подошли к северному порталу здания и, по словам Лебедя, «взяли защитников демократии под охрану». Но мы понимали, что в случае штурма они могут стать «троянским конем», а потому, по решению штаба обороны, неподалёку от них было решено расположить надежный резерв — 300 «афганцев» Аушевского комитета воинов-интернационалистов.

У Белого Дома десантники простояли до утра, пока их командир майор Сергеев не свернул батальон и не ушёл, разведя руками: «У меня приказ». Видимо, батальон выводился, чтобы не попасть под «дружественный огонь» во время предполагаемого штурма, о котором нам, членам штаба по обороне, было уже известно.
Соратник президента РСФСР Бориса Ельцина, тогдашний министр внешних экономических связей республики Виктор Ярошенко рассказал об эпизоде, когда десантный батальон генерала Лебедя выдвинулись к Белому дому вечером 19 августа. Их не хотели сначала пропускать через баррикады. По словам Ярошенко, Лебедь сказал защитникам здания, что получил от ГКЧП приказ взять под охрану Белый дом. «Фактически это означало всех арестовать. И прежде всего, путчисты хотели арестовать Ельцина. Тем не менее, Ельцин поверил Лебедю и попросил расступиться защитников баррикад, хотя они генералу не верили и пропускать не хотели», — рассказал Ярошенко. По словам Ярошенко, по прошествии нескольких часов Лебедь заявил, что ему пришла команда снять охрану и вернуться в казармы. «На самом деле Лебедь поехал в штаб заговорщиков и рассказал им, какие настроения у защитников, что собой представляют баррикады, как организована оборона. То есть, на самом деле он выступил в роли шпиона», — считает ближайший соратник Ельцина.
В ночь с 19 на 20 августа на площади перед Белым домом для его защиты и обороны собралась 15—20 тысяч москвичей. Возле Белого дома собирались небольшие группы людей, строились баррикады и заграждения, горели костры. Здание охраняли 10 танков Таманской дивизии, проведённые депутатами через баррикады, вдали стояли около трёх десятков боевых машин десанта, которые то ли защищали Белый дом, то ли служили армейским оцеплением Белого дома. Первая ночь в Белом доме ночь с 19-го на 20-е прошла сравнительно спокойно.
В 2:45 ночи начала вещание любительская радиостанция, расположенная в здании Дома Советов. Было зачитано обращение вице-президента России Руцкого к молодёжи, к солдатам. «Не дайте себя использовать в этой грязной марионеточной войне». Руцкой призвал военнослужащих подчиниться Указу Ельцина.
К ночи здание Моссовета пустеет, на улице Горького — только редкие обосновавшиеся здесь для дежурства БТРы. По просьбе депутатов Моссовета часть людей от Белого дома приходит на защиту Моссовета. Несколькими организованными группами люди идут пешком по ночной Москве мимо военной техники.
Утром к защитникам Белого дома присоединяются все новые люди. Часть тех, кто провёл на баррикадах всю ночь, уходят домой спать, но большинство остаются. Новую волну демонстрантов распределяют по баррикадам, записывают в сотни.
К утру 20 августа защитники Белого дома в основном закончили строительство баррикад. Рядом с лёгкими противопехотными баррикадами появились бетонные противотанковые, подъезды к Белому дому перегородили грузовики с песком. Утром 20 августа предприятия и транспорт Москвы возобновляют работу несмотря на призыв Ельцина и Лужкова к политической стачке.
В 9:00 на утреннем заседании ГКЧП в Кремле в кабинете и. о. Президента СССР Янаева царит озабоченность: ситуация вышла из-под контроля. Члены ГКЧП не ожидали встретить столь решительное сопротивление со стороны Ельцина и москвичей. Об этом с тревогой сообщил собравшимся Янаев. В КГБ для членов ГКЧП составили «Оперативную разработку». В ней перечислялись допущенные ошибки и давались рекомендации по экстренному «наведению порядка». Среди которых: изолирование всех призывающих к неподчинению и забастовкам, жёсткий контроль за всей копировальной техникой, отключение зарубежных радиостанций и т. д. Признав, что объявленное чрезвычайное положение не исполняется, члены ГКЧП вводят в Москве комендантский час. Члены Комитета рассмотрели предложение первого секретаря московского комитета партии Юрия Прокофьева сместить городское правительство и создать временную администрацию. Было принято решение сместить Московское правительство во главе с Гавриилом Поповым и его заместителем Лужковым, у Владимира Крючкова «находится» уже готовое постановление о снятии московских руководителей 21 августа. Члену Комитета Тизякову было поручено разослать от имени ГКЧП телеграмму в союзные республики, края и области, в которой местным властям предписывалось создать в течение 24 часов структуры, аналогичные Государственному комитету. Так же был создан штаб ГКЧП и утверждён его состав. Под руководством Бакланова группа, состоявшая из 10 человек, должна была собирать и систематизировать информацию и на её основе вырабатывать рекомендации для оперативной работы Комитета. В его состав вошли функционеры из Министерства обороны СССР, КГБ, партийного аппарата и аппарата президента СССР Горбачёва. Владимир Крючков и Дмитрий Язов, видя нерешительность большинства членов ГКЧП, приказывают своим подчиненным разработать оперативный план «изоляции» Белого дома и участников сопротивления. Ельцина планируется арестовать и отправить в «Завидово».
Члены ГКЧП были ознакомлены с составленной ночью «Оперативной разработкой» по обеспечению чрезвычайного положения начиная с 20 августа 1991 года. В этой «разработке» было множество пунктов, главным образом о назначении разного рода уполномоченных ГКЧП, о контроле над типографиями, о глушении иностранных радиопередач, о выпуске агитационных листовок, даже об обеспечении своевременного сбора урожая и составлении плана развития народного хозяйства на октябрь — декабрь 1991 г. В качестве главной и специальной меры здесь предлагалось выступление Анатолия Лукьянова в течение ближайших двух дней перед народом, с развернутым объяснением и идеологическим разъяснением сложившейся ситуации по ключевым проблемам. Далее следовал большой список вопросов, которые должен был разъяснить народу Лукьянов. Отвечавший за аграрный комплекс В. Стародубцев занимался подготовкой проекта указа Комитета «О спасении урожая».
Днем член Комитета Бакланов провёл заседание оперативного штаба ГКЧП. Информация о событиях в стране с анализом возникающих проблем и перечнем предлагаемых мероприятий для их разрешения должна поступать в ГКЧП дважды — утром и вечером. Затем Бакланов стал готовиться к вечернему заседанию ГКЧП, которое должно было решить судьбу Ельцина. Бакланов просматривал документы об отмене Указов президента России. Вечером их предстояло утвердить. На столе лежал подготовленный и. о. Президенту СССР Янаеву на подпись Указ о введении президентского правления в Прибалтике, Молдавии, Грузии и ряде городов России, который приостанавливал полномочия органов государственной власти в этих республиках и городах. Но это планировалось на завтра, 21 августа.
Шла подготовка к штурму Белого дома. И военные начали покидать занятые рубежи возле здания Верховного Совета РСФСР.
В 11:30 от Белого дома был отведен десантный батальон генерала Лебедя (около 30 БМД и пять-шесть грузовиков с солдатами), который прибыл сюда накануне вечером, как объявлялось ранее, для «охраны Белого дома».
К вечеру у Верховного Совета России осталось всего лишь 6 танков Таманской дивизии, в одном из которых находился майор Сергей Евдокимов. Остальные 4 танка были отведены командиром Таманской дивизии от Белого дома. 20 августа командир Таманской дивизии лично ездил к зданию Верховного Совета России, чтобы увести танки, — свидетельствует заместитель командира Таманской дивизии Александр Чистяков. — Но убедившись, что часть танков, находящихся в центре огромной массы народа и баррикад, снять невозможно, решил их оставить.
На 12 часов в Москве на Манежной площади напротив Кремля был назначен общегородской митинг, но площадь оказалась полностью перекрыта войсками. Опасаясь столкновений и силового разгона, организаторы переносят митинг к Белому дому. Выезд со всех улиц вокруг Манежной перегорожен БТР-ми, Кремль загорожен БМП, стоящими нос к корме. Устье улицы Горького перегораживает цепь солдат. Тем не менее, на площади у оцеплений постоянно собираются люди, разговаривают с солдатами, передают им листовки. Офицеры им не мешают, говорят: «В народ стрелять не будем, да и нечем».
Днем 20 августа в Москве на митинге у Моссовета на Советской площади собралось более 60 тысяч участников. Площадь не в состоянии их вместить, толпа выливается на Тверскую и переулки. Но утром Манежная оказалась полностью перекрыта войсками. Возникает временная неразбериха: разные организации призывают вместо Манежной собраться у Моссовета или у Белого дома. В результате несколько тысяч человек от Манежной площади перемещаются к зданию Моссовета, где возникает стихийный митинг. С балкона выступают вернувшийся из отпуска Гавриил Попов, Эдуард Шеварднадзе, Александр Яковлев, Сергей Станкевич и другие. Митинг у Моссовета вылился в демонстрацию, проследовавшую по центральным московским улицам и площадям к Белому дому. Демонстранты требовали привлечь хунту к ответу, отдать КПСС под суд. Войска не мешали движению.
20 августа в Москве возле Белого дома, являвшегося резиденцией российских властей, состоялся митинг, собравший около 200 000 москвичей в поддержку Ельцина и демократии. Возле Дома Советов москвичи строят баррикады на случай возможного штурма здания, в Белом доме создаётся штаб обороны, Президент РСФСР Ельцин издаёт указы, переподчиняющие ему союзные исполнительные органы власти и союзную армию, назначенный Ельциным министром обороны РСФСР генерал Кобец издал указ о выводе войск из Москвы и возвращении их в места постоянной дислокации. Внутри Белого дома оборону заняли милиция, охрана Белого дома, некоторые офицеры милиции и КГБ, ветераны афганцы, вооружённые стрелковым оружием. Тысячи москвичей образовали живое кольцо вокруг Белого дома, заняли оборону на баррикадах, чтобы помешать возможному штурму.
В Ленинграде утром 20 августа прошёл митинг на Кировском заводе, откуда мэр города Анатолий Собчак лично привёл колонну рабочих на Дворцовую площадь — на самый массовый за последние годы митинг, провозгласивший начало всеобщей стачки.
В Ленинграде 20 августа прошёл 400-тысячный митинг протеста против переворота на Дворцовой площади, весь центр был заполнен людьми, и ГКЧП не решился ввести войска в Ленинград, танки и воздушно-десантные части были остановлены на подступах к городу. В дни путча в аппарат движения «Демократическая Россия», оказывавшего активное сопротивление ГКЧП, идут сотни сообщений с мест о готовности начинать массовую кампанию гражданского неповиновения.
Митинги и демонстрации против переворота прошли во многих городах страны, власти ряда регионов поддержали Президента РСФСР Ельцина и российское руководство.
19 августа руководство Независимого Профсоюза Горняков поддержало призыв Ельцина о начале бессрочной политической забастовки с 0 часов 20 августа. Рабочие комитеты Кузбасса объявили о начале бессрочной политической забастовки, шахтёры Воркуты начали бессрочную забастовку, мощную забастовку начали шахтёры Североуральска. Уже днем 19 августа исполком профсоюза обратился к горнякам с призывом начать стачку протеста, а вечером прекратили работу первые шахты. Ещё через сутки объявили о забастовке 45 угледобывающих предприятий Кузбасса, все шахты Воркуты и Североуральска. Стачком шахтёров Донбасса заявил о готовности начать бессрочную забастовку. Политическую забастовку объявили рабочие ряда других регионов.
Понимая, что время работает против них, члены ГКЧП с утра 20 августа приступили к подготовке силовой акции в Москве. Для выработки оперативного плана был образован штаб во главе с заместителем министра обороны СССР, генерал-полковником Владиславом Ачаловым. По приказу ГКЧП был разработан и утверждён план операции по захвату Белого дома с участием сил внутренних войск, ВДВ и спецподразделения «Альфа». Спецназу КГБ «Альфа» вместе с приданными частями Советской Армии была поставлена конкретная задача осуществить штурм Белого дома и интернировать правительство России. Главная роль отводилась спецназу КГБ. Для решения поставленной задачи в распоряжение командира Группы «А» Виктора Карпухина передавались специальные подразделения (включая «Вымпел») трёх управлений КГБ и силы МВД — дивизия имени Ф. Э. Дзержинского, столичный ОМОН. Всего 15 тысяч человек. Задачи ставились конкретно каждому подразделению. Карпухину, как командиру объединённого «кулака», предлагалось использовать армейские силы — танки, самолёты и вертолёты, но исключительно для психологического воздействия. Были подготовлены места для интернирования задержанных и госпитали для раненых. План операции получил кодовое обозначение «Гром». По плану операции «Гром» танкам отводилась роль устрашения, путем открытия нескольких танковых залпов. В качестве акта устрашения так же планировалось обстрелять Белый дом авиацией с воздуха, а затем пойти на штурм. В том случае, если никто из защитников здания сдаваться не будет, то приказ позволял уничтожать людей на месте. План операции предусматривал следующее:
- 1) Внутренние войска МВД СССР и десантные войска окружили бы Белый Дом.
- 2) После этого танки из пушек произвели бы ряд выстрелов, для того чтобы навести страх на защитников Белого Дома и притупить их волю к сопротивлению.
- 3) Силами внутренних войск и спецназа КГБ «Альфа» используя тактику «клином» планировалось ворваться на территорию Белого Дома.
- 4) Непосредственно бойцы «Альфы» провели бы арест ельцинского руководства.

Одним из героев этого штурма должен был стать генерал Александр Лебедь, который тогда согласился участвовать в силовой операции. А военным диктатором по замыслу путчистов должен был стать генерал Владислав Ачалов (в то время первый заместитель министра обороны СССР).
В вечернем выпуске программы «Время» 20 августа первой новостью было заседание Кабинета министров СССР 19 августа, на котором были поддержаны решения ГКЧП. В дальнейших сюжетах рассказывалось, что москвичи спокойно воспринимают нахождение на улицах города «граждан в форме», как были названы солдаты, к танкам москвичи проявляют «интерес» и «любопытство».
Вечером 20 августа состоялось очередное заседание ГКЧП, на котором присутствовали Янаев, Бакланов, Шенин, Болдин, Язов, Крючков, Пуго, Грушко, Стародубцев и Тизяков. На вечернем заседании ГКЧП его участники констатируют, что события в стране развиваются не в пользу комитета, поэтому был подготовлен проект указа и. о. Президента СССР Геннадия Янаева о введении прямого президентского правления в ряде регионов СССР: Прибалтике, Молдове, Армении, Грузии, в западных областях Украины, в Ленинграде и Свердловской области, а также принято решение подготовить предложения по составу уполномоченных ГКЧП, которые могут быть направлены на места для осуществления политической линии нового советского руководств. Было принято постановление ГКЧП № 3, которым ограничивался перечень транслируемых из Москвы телерадиоканалов, приостанавливалась деятельность телевидения и радио России, а также радиостанции «Эхо Москвы».
Вечером 20 августа в Москве объявляется комендантский час с 23:00 до 6:00. Моторизованные подразделения Таманской дивизии приступают к патрулированию центра Москвы для обеспечения комендантского часа. По мере приближения ночи перемещения войск нарастали. Выступая по ЦТ в программе «Время», командующий МВО генерал-полковник Николай Калинин зачитал приказ о введении в столице с 23:00 комендантского часа, с целью избежать столкновений и обеспечить организованный вывод войск. По своим каналам в оперативном штабе Белого дома получали противоположную информацию о целях ночных манёвров. Те части, которые стояли в городе в оцеплениях вторые сутки и были распропагандированы, отводились на окраины. Их место в центре города занимали свежие подразделения с полным боекомплектом. Приказ о введении в Москве комендантского часа делал незаконным пребывание на улицах после 23.00 всех гражданских лиц, включая защитников Дома Советов. Любого из них разрешалось арестовать, а для пресечения «массовых нарушений комендантского часа» можно было применять оружие.
Всего по разным оценкам защитников Белого дома насчитывалось от 70 до 160 тысяч человек. Люди шли к зданию Верховного Совета РСФСР, строили баррикады, чтобы не пропустить БТРы и танки, создавали оцепление.
В ночь на 21 августа по городу курсировали военные патрули. За ночь военными никто арестован не был, но трое демонстрантов все же погибли, пытаясь остановить бронетраспортер. В ночь с 20 на 21 августа в центре Москвы, в Чайковском тоннеле на Садовом кольце, недалеко от Дома Советов происходит инцидент, в ходе которого происходит столкновение моторизованного армейского патруля с защитниками Белого дома. В результате столкновения с демонстрантами, хаотичного маневрирования бронетехники и применения солдатами стрелкового оружия трое защитников Дома Советов погибли.
Ночью стали поступать сообщения, что к Белому дому выдвигаются танки и танкисты отказываются разговаривать с депутатами. Наблюдатели сообщили в штаб Белого дома, что за Калининским мостом, то есть через реку, напротив фасада Белого дома, сосредоточилась группа танков и боевых машин десанта, а рядом в грузовиках укрыты боеприпасы, включая снаряды для танков. В Белом доме в очередной раз объявили тревогу и готовность номер один. В ночь с 20 на 21 августа в штаб обороны Белого дома пришло сообщение о том, что группа «Альфа» выдвинулась на исходные позиции в двух километрах от Белого дома.
Сергей Станкевич, советник президента РСФСР Ельцина по политическим вопросам, рассказывал о подготовке к штурму Белого дома и причине его провала:

 Примерно к 2:00 21 августа все подразделения штурмовой группы вышли на исходные позиции. Командиры провели рекогносцировку на местности и доложили в штаб о готовности. В рекогносцировке принял непосредственное участие генерал Ачалов, которому предстояло координировать действия группы.
Для начала штурма Белого дома нужен был только приказ «вперёд». Отдать такой приказ без письменного официального решения ГКЧП оперативный штаб категорически не хотел. Учитывая масштабы операции и её вполне очевидные последствия, штаб Ачалова резонно требовал, чтобы руководство СССР взяло на себя всю полноту ответственности. Решения, подписанного хотя бы Язовым или Крючковым, в штабе Ачалова ожидали более часа. Не раз члены штаба пытались связаться с обоими. Безуспешно.

Никто из вождей путча не решился взять на себя личную ответственность за карательную операцию и неизбежные человеческие жертвы. Ждали команды и командиры подразделений, изготовившихся для штурма. Но команда так и не поступила. Тогда около 3:00 Ачалов приказал отменить операцию и отвести подразделения из центра города. Провал карательной операции предопределял уже неизбежное поражение ГКЧП. К утру 21 августа в событиях наступил решающий перелом.
Советник президента РСФСР Павел Медведев рассказывал о событиях 20 августа и провале штурма в ночь с 20 на 21 августа:

 В тот же день вызвал меня Сергей Филатов (тогда секретарь Президиума Верховного Совета РСФСР, возглавлял депутатский штаб обороны Белого дома — ред.) и поручил забаррикадировать мост через Москву-реку, ведущий к гостинице «Украина». До сих пор не понимаю, почему именно мне, но отказаться было невозможно.
Хорошо, коллеги пришли на помощь. Связались с Зеленоградом, и оттуда с автобазы прибыли в наше распоряжение два десятка грузовиков, которыми мы мост и перегородили. И как раз тут со стороны «Украины» подошли танки.
Остановились у въезда на мост. Сразу стало понятно, что мои грузовики против этих стальных чудовищ — просто спичечные коробки. Но ни один водитель машину не покинул, все оставались в кабинах или около. Никто не дрогнул.
Пошёл я в сторону танков. Подошёл к головной машине, громко назвался, попросил выйти командира. Вылезает из люка совсем молоденький лейтенантик — бледный, несчастный, губы дрожат… Отдает мне честь, представляется. Спрашиваю его: «Если будет приказ двигаться к Белому дому — станете выполнять?». Он чуть не плачет: «Да что вы меня спрашиваете? Я военный! Мне что скажут, то и буду делать…». Очень мне его жалко было.

Но, как известно, приказа на штурм так и не последовало. То есть, говорят, что были приказы, и не один. Но никто не хотел отдавать его в письменном виде, а никто из командиров устный приказ выполнять не хотел. Так и не пошли на штурм.
По словам Павла Медведева, поражала сплочённость защитников Белого дома. Все, кто пришли тогда к Белому дому, сделали это сами, без какого-либо понуждения, это было личным решением каждого. Медведев утверждает, что если бы людей было меньше, то с очень большой вероятностью Белый дом всё-таки штурмовали бы. И письменный приказ мог появиться. То, что на защиту демократии поднялось столько людей, спутало все планы путчистов. Они действовали очень неуверенно, не согласованно. Даже электричество и связь не смогли отключить в Белом доме, в нём работали телефоны.
В ночь на 21 августа защитники Белого дома готовились к обороне здания. Главной задачей было удержать парламент этой ночью. Напряжение не спадало до пяти утра. Никто не покидал площадь, ждали возможного штурма. В 6 часов утра по радио передали, что на сторону России перешла Брянская школа МВД и что готовы прилететь на помощь омоновцы Свердловска. Наступил рассвет, который принёс людям надежду. Но люди не расходились, ждали, пока их заменят. Многом казалось, что угроза нападения оставалась. Шёл дождь, горели костры. Стояли танки майора Евдокимова, украшенные цветами. Много женщин, детей. К баррикадам у Белого дома подходили новые люди.
В отличие от Белого дома здание Моссовета было беззащитно. Отправленный в ночь предполагаемого штурма Белого дома в Моссовет отряд ОМОНа для охраны здания, был отведён, после приказа главы ГУВД Москвы снять охрану здания. Моссовет остались охранять четыре милиционера внутренней охраны с приказом: «Оружия не применять» и отряд самообороны на улице Станкевича. Среди защитников Моссовета распространялись слухи о том, что в три часа ночи начнутся аресты и штурм Моссовета, однако они не подтвердились.
К утру 21 августа в армии наметился раскол, большинство воинских частей отказались выполнять приказы ГКЧП, военная активность чрезвычайного комитета сошла на нет. В 3 часа ночи главком ВВС маршал Евгений Шапошников предложил министру обороны Язову вывести войска из Москвы, а ГКЧП разогнать. Утром 21 августа на коллегии минобороны, когда Язов попытался призвать подчинённых к порядку, против него открыто выступили командующие ВВС Шапошников, ВДВ Грачёв, РВСН Максимов, ВМФ Чернавин. В результате утром 21 августа министр обороны СССР Язов на военной коллегии отдаёт приказ вывести из Москвы войска в места постоянной дислокации.
В 8 утра все армейские подразделения, введенные в Москву 19 августа, начинают покидать столицу.
В середине дня 21 августа ситуация в Москве окончательно переломилась в сторону демократов. По достигнутому соглашению армия покидает Москву. Свободны Манежная и Пушкинская площади, на Пушкинской солдат провожает толпа.
В 19 часов последние танковые колонны покидают Москву по Волоколамскому и Ленинградскому шоссе.
Уже днем 21 августа 1991 года, преодолевая гэкачепистский запрет, стали выходить закрытые путчистами газеты, была снята цензура на телевидении и радио.

## Ликвидация ГКЧП и арест членов
21 августа. 8:00. Последнее заседание ГКЧП в здании Министерства обороны СССР на Арбатской площади. Язов предлагает лететь в Форос. Бакланов и Тизяков набрасываются на него с упрёками. Крючков призывает продолжать «вязкую борьбу», затем поддерживает Язова со словами: «Может быть, идея и неплохая. Должен же он [Горбачёв] понимать, что без нас он ничто!».
В 9 утра 21 августа на совещании у и. о. Президента СССР Геннадия Янаева было принято решение направить делегацию в Форос к Горбачёву в составе Анатолия Лукьянова, Дмитрия Язова, Владимира Ивашко и Владимира Крючкова
- около 16:00 Президиум Верховного Совета СССР под председательством главы палаты Совета Союза Лаптева принял постановление, в котором объявил незаконным фактическое отстранение президента от исполнения его обязанностей[102] и потребовал от вице-президента отмены указов и основанных на них постановлений о чрезвычайном положении как юридически недействительных с момента их подписания[103].
- 16:52: Вице-президент РСФСР Александр Руцкой и премьер-министр РСФСР Иван Силаев вылетают в Форос к Горбачёву.
- 17:00: На президентскую дачу в Крым прибыла делегация ГКЧП (Крючков, Язов, Бакланов и Тизяков) вместе с Лукьяновым[104]. Горбачёв отказался её принять и потребовал восстановить связь с внешним миром[104]. В это же время[105] и. о. Президента СССР Янаев подписал указ, в котором ГКЧП объявлялся распущенным, а все его решения — недействительными, и сложил с себя президентские полномочия[106].
- 22:00: Генеральный прокурор РСФСР Валентин Степанков выносит постановление об аресте бывших членов ГКЧП[104].

### 22 августа
- В 00:04 по московскому времени Михаил Горбачёв возвращается из Фороса в Москву вместе с Руцким и Силаевым на самолёте Ту-134. Крючков, Язов и Тизяков после прилёта из Фороса были арестованы[107].
- В 6 часов утра вице-президент СССР Янаев был задержан в своём рабочем кабинете и доставлен в прокуратуру РСФСР[108].
- В 10:00 состоялось заседание Президиума Верховного Совета СССР под руководством председателей палат ВС СССР Ивана Лаптева и Рафика Нишанова. Президиум дал согласие на привлечение к уголовной ответственности и арест народных депутатов СССР Олега Бакланова, Василия Стародубцева, Валерия Болдина, Валентина Варенникова и Олега Шенина[109][110].

Члены распущенного ГКЧП и лица, активно содействовавшие им, были помещены в тюрьму «Матросская тишина». 14 января 1992 года следствие по делу ГКЧП было завершено, а 7 декабря того же года материалы дела были переданы генеральному прокурору России для утверждения обвинительного заключения. Ровно через неделю оно было подписано. К январю 1993 года после окончания следствия и ознакомления с томами уголовного дела все обвиняемые были освобождены из-под стражи под подписку о невыезде.

### Судебное разбирательство
Процесс по делу ГКЧП начался 14 апреля 1993 года. Процесс начался с выступления судьи Анатолия Уколова, который напомнил, что бывшие члены ГКЧП обвиняются в измене Родине. Подсудимые же начали с заявления об отводе всего состава Военной коллегии, и Уколова тоже. Мотивировали они своё заявление тем, что российский суд не является правопреемником Верховного Суда СССР и не вправе рассматривать дела высших чинов бывшего СССР. Стороны пытались заявить отвод всему составу государственных обвинителей под руководством Эдуарда Денисова. Адвокаты предложили рассмотреть дело в суде присяжных. Адвокат Лукьянова Генрих Падва выразил мнение, что судьи могут быть заинтересованы в деле, а военному судье «будет сложно оценивать показания своего начальника» — министра обороны России Павла Грачёва, который является одним из свидетелей обвинения. После перерыва военная коллегия отклонила ходатайства подсудимых и их адвокатов по отводу состава суда. Уколов сообщил, что Военная коллегия «не усматривает законных оснований» для удовлетворения этих требований. Он подчеркнул, что Верховный суд России — полномочный правопреемник Верховного суда СССР. Поэтому ходатайство подсудимых и их адвокатов о создании специального межгосударственного суда или суда присяжных для рассмотрения дела ГКЧП также было отклонено. В заключение Уколов заметил, что Павел Грачёв для судей Военной коллегии «непосредственным начальником не является». Лукьянов же заявил, что если суд не удовлетворит его требование, то он откажется давать показания. После принятия 23 февраля 1994 года постановления Государственной Думы Федерального Собрания «Об объявлении политической и экономической амнистии» Военная коллегия Верховного суда РФ пришла к выводу о необходимости прекратить производство по «делу ГКЧП». Однако вышестоящая судебная инстанция отменила это решение и вернула дело на новое рассмотрение.
6 мая 1994 года процесс над «гэкачепистами» завершился. На всех подсудимых была распространена амнистия, а несогласный с этим решением генерал армии Варенников был 11 августа 1994 года оправдан за отсутствием состава преступления. Как писал Варенников, остальные подсудимые приняли амнистию, чтобы поддержать первое самостоятельное решение нового российского парламента. Принявший амнистию Олег Шенин написал письмо в Госдуму, в котором заявил, что не признаёт свою вину. Дмитрий Язов утверждал, что не смог отказаться от амнистии, как его заместитель Варенников, потому что в противном случае он был бы осуждён за порчу асфальта на улицах Москвы танками. Геннадий Янаев так объяснил, почему согласился на амнистию: надо по-человечески понимать ситуацию. Полтора года немолодые люди просидели в тюрьме. При этом мы знали, что у высшего российского руководства есть твёрдое намерение довести процесс до конца, подвести нас под «вышку». Да и Ельцин пошёл на амнистию, чтобы скрыть свои преступные действия в Белом доме в 1993 году. Ведь амнистия была объявлена не только нам.

### «Соучастники» и «сочувствующие»
После провала ГКЧП, помимо его членов, были привлечены к уголовной ответственности и взяты под стражу некоторые лица, по мнению следствия, активно содействовавшие ГКЧП. Среди «соучастников» фигурировали:
- Агеев, Гений Евгеньевич — генерал-полковник, первый заместитель председателя КГБ СССР.
- Ахромеев, Сергей Фёдорович — Маршал Советского Союза, советник Президента СССР Горбачёва по военным делам.
- Болдин, Валерий Иванович — заведующий Общим отделом ЦК КПСС, руководитель Аппарата Президента СССР.
- Варенников, Валентин Иванович — генерал армии, Главнокомандующий Сухопутными войсками, заместитель Министра обороны СССР.
- Генералов, Вячеслав Владимирович — генерал-майор, начальник охраны резиденции Горбачёва в Форосе.
- Лукьянов, Анатолий Иванович — председатель Верховного Совета СССР; его обращение транслировалось по ТВ и радио вместе с основными документами ГКЧП.
- Медведев — генерал-майор, начальник охраны Горбачёва.
- Шенин, Олег Семёнович — член Политбюро ЦК КПСС, секретарь ЦК КПСС.
- Прокофьев, Юрий Анатольевич — член Политбюро ЦК КПСС, 1-й секретарь МГК КПСС.
- Калинин, Николай Васильевич — генерал-полковник, командующий Московским военным округом, военный комендант от ГКЧП в Москве.
- Кручина, Николай Ефимович — управляющий делами ЦК КПСС.
- Грушко, Виктор Фёдорович — генерал-полковник, первый заместитель председателя КГБ СССР.
- Купцов, Валентин Александрович — 1-й секретарь ЦК КП РСФСР, секретарь ЦК КПСС, заведующий отделом ЦК КПСС по работе с общественно-политическими организациями.

Лидер ЛДПР (во время описываемых событий — ЛДПСС) Владимир Жириновский публично поддержал ГКЧП и назвал их противников «отбросами общества», но к ответственности не привлекался, так как в момент событий не занимал никакой государственной должности.
После поражения и самороспуска ГКЧП покончили с собой министр внутренних дел СССР Борис Пуго (вместе с женой), Маршал Советского Союза Сергей Ахромеев и управляющий делами ЦК КПСС Николай Кручина; последний никак не фигурировал ни в документах ГКЧП, ни в его деятельности. Пассивную поддержку ГКЧП, в виде одобрения его действий, оказали также Кабинет министров СССР (за исключением министра культуры Николая Губенко) и большинство членов Политбюро ЦК КПСС (против выступили Егор Строев и Галина Владимировна Семёнова).
Согласно воспоминаниям Юрия Прокофьева, в подготовке решений ГКЧП и доведении их до государственных органов принимал участие секретарь ЦК Юрий Манаенков, который, однако, позднее к ответственности не привлекался.
Руководители республиканских органов власти в большинстве случаев не вступали в открытую конфронтацию с ГКЧП, но саботировали его действия. Открытую поддержку ГКЧП высказали Председатель Верховного Совета Белоруссии Николай Дементей, 1-й секретарь ЦК Компартии Украины Станислав Гуренко, а противниками ГКЧП заявили себя руководители России — Борис Ельцин и Киргизии — Аскар Акаев. В прибалтийских республиках в поддержку ГКЧП выступило руководство утративших к тому времени власть Компартии Литвы (КПСС) (Миколас Бурокявичюс), Компартии Латвии (Альфред Рубикс), а также Интердвижение Эстонии (Евгений Коган). Интересно, что один из наиболее сепаратистски настроенных лидеров республик, президент Грузии Звиад Гамсахурдия, поначалу полностью подчинился требованиям ГКЧП. В интервью 23 августа для CNN он на вопрос журналиста о роли Горбачёва в путче ответил:
На второй день переворота я послал заявление западным государствам и высказал подозрение, что, может быть, он тоже участвует в перевороте, для усиления своих позиций и получения политических дивидендов, руками других, а не своими руками…  может быть, но это мое подозрение— Вы знаете, что президент Буш раскритиковал меня. У меня большое уважение к нему, но он был не прав… это критика… Потому что он видит извне, а я вижу изнутри и знаю, что происходит внутри Советского Союза. Так что это были мои подозрения и сейчас тоже подозреваю это.
Глава армянского парламента Тер-Петросян отметил, что вина за случившееся в стране падает на президента Горбачёва: его кадровые промахи, нерешительность и уступки правым силам позволили произойти перевороту. Сумгаит 88, Тбилиси 89, Баку 90, Вильнюс 91 — вот перечень преступлений, соучастником которых является Михаил Горбачёв. Переворот организовали те же люди, на которых президент шесть лет опирался, которым он доверял и которые ему верно служили. Именно поэтому Горбачёв — не жертва заговора, организаторы переворота — его прилежные ученики. Он должен наравне с заговорщиками отвечать за случившееся, а не разделить лавры, которые заслужил только Борис Ельцин.

## Мнение Анатолия Лукьянова и бывших участников ГКЧП
Анатолий Лукьянов:
Уже давно спорят, а что же такое было ГКЧП: путч, заговор или переворот? Давайте определимся. Если это был заговор, то где вы видели, чтобы заговорщики ехали к тому, против кого они сговариваются? Если это был бы путч, то это означало бы ломку всей государственной системы. А всё было сохранено: и Верховный Совет СССР, и правительство, и всё остальное. Значит, это не путч. А может, это переворот? Но где вы видели переворот в защиту того строя, который существует? Признать это переворотом даже при большой фантазии невозможно. Это была плохо организованная попытка людей поехать к руководителю страны и договориться с ним о том, что нельзя подписывать договор, который разрушает Союз, и что он должен вмешаться. Там были Болдин, Шенин, Крючков, Варенников и Плеханов. Всем им Горбачёв пожал руки – и они разъехались. Это надо знать людям, это была отчаянная, но плохо организованная попытка группы руководителей страны спасти Союз, попытка людей, веривших, что их поддержит президент, что он отложит подписание проекта союзного договора, который означал юридическое оформление разрушения советской страны.
Геннадий Янаев:
Я никогда не признавал и не признаю, что пытался совершить государственный переворот. Для того чтобы понять логику моих действий, а также логику действий моих товарищей, надо знать ситуацию, в которой страна оказалась к августу 91 года. Речь тогда шла о практически тотальном кризисе, в стране шла открытая борьба за власть между сторонниками сохранения единого государства и общественно-политического строя и его противниками. Этот политический кризис обострялся день ото дня, часто сопровождался антиконституционными действиями, и, к сожалению, должной оценки политическое руководство страны этому не давало<...>Мы не разогнали ни одну государственную структуру, не посадили ни одно должностное лицо, даже Гавриила Харитоновича Попова, мэра Москвы, не освободили от работы, хотя он деликатного свойства информацию таскал американскому послу по 5-6 раз в день. Не было этого. Съезд народных депутатов СССР разогнали Горбачёв и президенты, которые стали потом главами так называемых независимых государств.
Владимир Крючков:
Мы противились подписанию договора, разрушающего Союз. Я чувствую, что был прав. Жалею, что не были приняты меры по строгой изоляции Президента СССР, не были поставлены вопросы перед Верховным Советом об отставке главы государства со своей должности.
Валентин Павлов:
Мы, члены ГКЧП, не готовили переворота. У нас, поверьте, хватило бы ума и возможностей арестовать всё российское руководство ещё далеко от Москвы: в аэропорту, на даче, на дороге. Возможностей было сколько угодно. Даже в здании Верховного Совета РСФСР могли бы, если бы ставили такую цель.

## Дополнительные факты
Члены ГКЧП Крючков, Болдин и секретарь ЦК КПСС по оборонной промышленности Бакланов состояли в одном дачном кооперативе. Существует мнение, что это дало им возможность общаться вне службы, вырабатывая общий подход к ситуации в стране и планировать совместные действия.
Некоторые считали, что история ГКЧП очень похожа на историю Капповского путча в Германии в 1920 году.
События 19—21 августа 1991 года в СССР по своей сути похожи на события 15 апреля — 4 июня 1989 года в Китае, они были одинаковыми. И там и там решалась судьба великой страны. Но события в Китае закончились жёстким подавлением народных выступлений и протестов танками и солдатами Народной освободительной армии Китая.
Доктор философских наук Джамал Мутагиров в своей работе о событиях августа 1991 года обратил внимание на то, что события 19—21 августа 1991 г. в Москве удивительнейшим образом повторяли события в Джакарте (Индонезия) в ночь с 30 сентября на 1 октября 1965 г.
19 августа 2016 года в годовщину образования ГКЧП, действительный государственный советник юстиции и бывший Генеральный прокурор СССР Александр Сухарев высказал правовой анализ, указав что ГКЧП был создан в соответствии с требованием действующей статьи 127.7 Конституции СССР и был законным государственным органом, а заговорщиками следует считать группу Бориса Ельцина.
Главный редактор «Независимой газеты» Виталий Третьяков в своей статье называет подписание Беловежских соглашений государственным переворотом. «Московские новости» близки в этой оценке. Зам. главного редактора «Московских новостей» Степан Киселёв, характеризуя подписание 21 декабря в Алма-Ате руководителями 11 союзных республик Декларации об образовании СНГ, сказал: «Если отвлечься от обыденного критерия „нравится — не нравится“, если промыть глаза и отважиться белое назвать белым, а чёрное — чёрным, то придется признать: в Алма-Ате совершилось то, чего не смогли проделать путчисты в августе, — законно избранный президент низложен в обход конституции и закона».

## Комментарии
1. ↑  По данным Генеральной Прокуратуры встреча началась в 16.00 и продолжалась около двух часов[30]:44-46, В. А. Крючков утверждал в своих мемуарах, что её начало было в 14.00[31]:160, а В. А. Ачалов писал, что встреча состоялась в 18.00 17 августа 1991 года[32]:25.